# Tomiyama Tatsuyuki
Tatsuyuki Tomiyama (sinh ngày 27 tháng 8 năm 1982) là một cầu thủ bóng đá người Nhật Bản.

## Sự nghiệp câu lạc bộ
Tatsuyuki Tomiyama đã từng chơi cho Shonan Bellmare và Gainare Tottori.